# Bristol 603
La Bristol Type 603 est une voiture lancée en 1976 par le constructeur britannique Bristol Cars pour remplacer la 411.
Avec la 603 - Bristol présente la 412 construite par Zagato - la voiture vient de subir son premier lifting majeur depuis la sortie de la 406 à la fin des années 1950. La berline classique deux portes trois compartiments a été remplacée par un design beaucoup plus simplifié avec une lunette arrière beaucoup plus grande et plus courbée. Le fabricant a souligné que la nouvelle voiture avait plus de tête, de jambe et d'épaule que n'importe quelle Bristol précédente. Le style obsolète de la poignée de porte a été mis à jour.
La 603 était proposée en deux versions, en grande partie en raison de la crise énergétique et du nouveau coût du carburant. La 603E a un moteur à essence V8 de 5 211 cm3, tandis que le 603S comporte le 5,9 litres de Chrysler. La 603 présente des améliorations par rapport aux modèles précédents dans sa consommation de carburant, pouvant atteindre jusqu'à 12,8 l/100 km à environ 100 km/h par rapport aux 411 : 16,6 l/100 km - à titre de comparaison, c'est aussi bien que la Jaguar XJ-S. Les deux modèles ont conservé la même transmission et la même suspension que la 411, mais l'habitacle est devenu plus luxueux avec réglage électrique des sièges et climatisation.
En 1982, la 603 est restylée, elle change de nom pour Bristol Britannia. Bristol présentera également une nouvelle version, la Bristol Brigand, qui reçoit un turbocompresseur.
En 1994, la voiture est restylée une seconde fois, elle change encore de nom, désormais elle se nomme Bristol Blenheim. Par la suite l'auto sera légèrement modifiée en 1998 et en 1999.
En 2009, la Blenheim reçoit des nouveaux feux arrière plus modernes, malheureusement cela ne fera pas augmenter les ventes qui sont alors au plus bas, une seule et unique Blenheim recevra ces feux arrière spéciaux. La Blenheim sera donc retirée de la gamme cette année-là.
Bristol produiront également un speedster sur la base de la Blenheim.
Bristol estiment qu'ils en auraient produit une quinzaine, en réalité, il n'y en aurait eu que trois.

## Production
D'après le Bristol Owners Club of Australia.

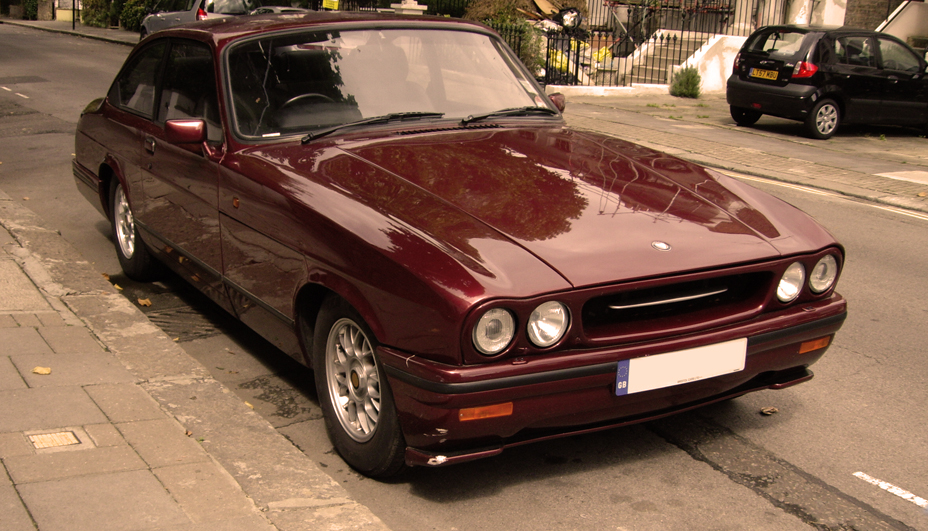
Bristol Blenheim 3.

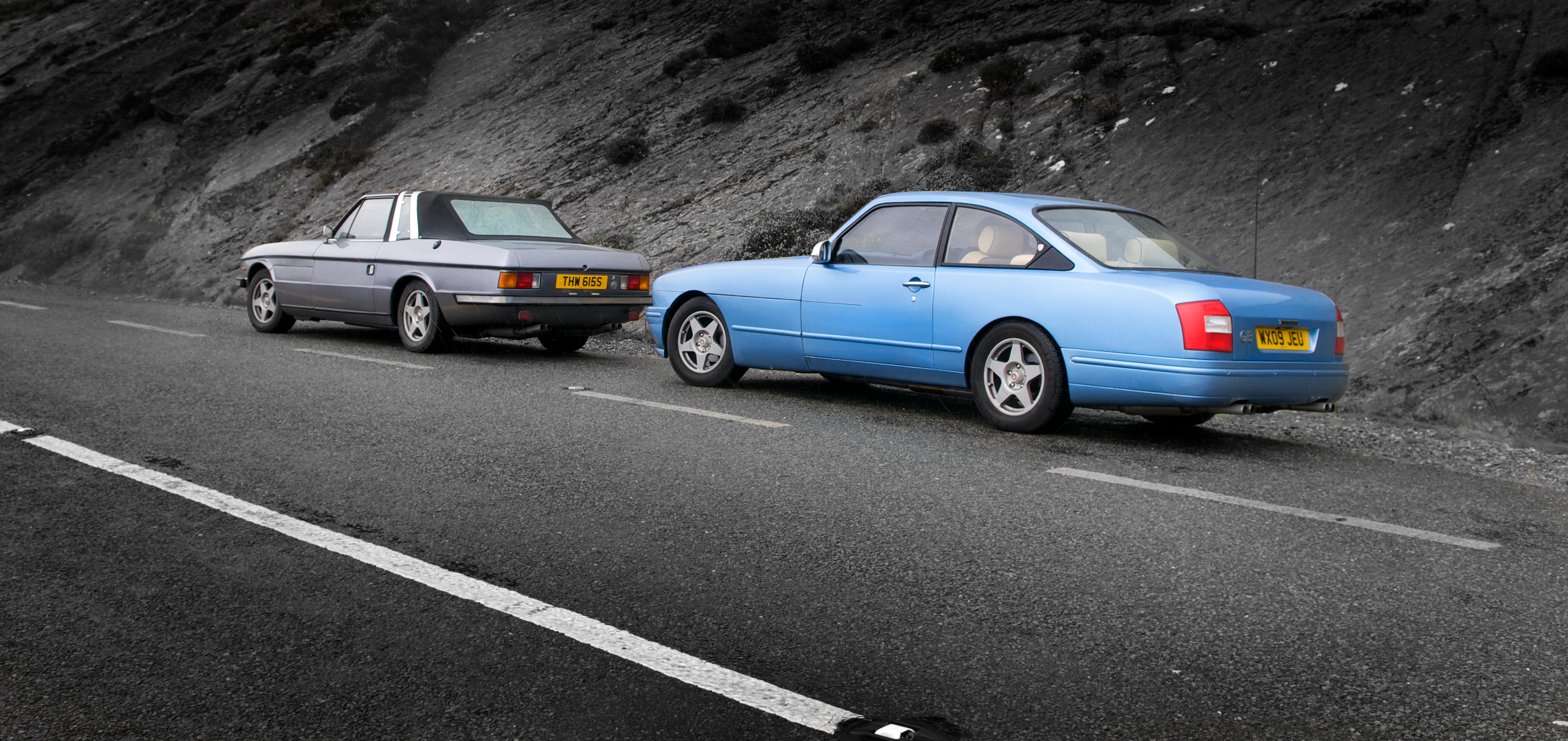
L'unique Bristol Blenheim 4 derrière une Bristol 412.

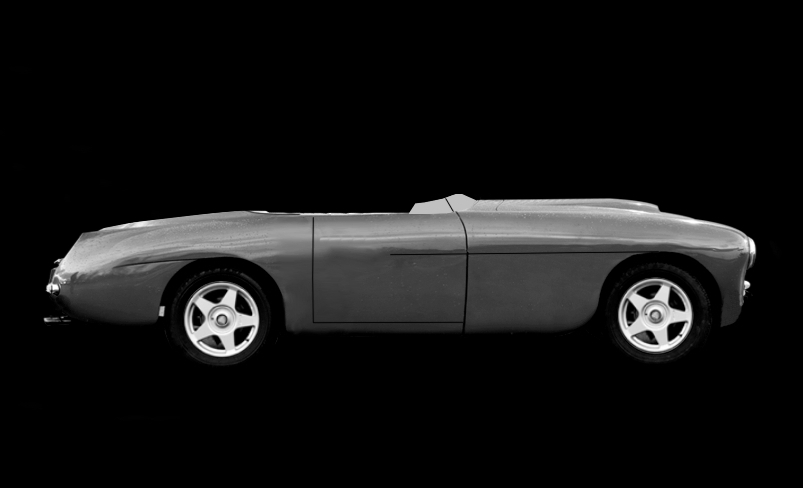
Bristol Speedster.

| modèles             | production |
| ------------------- | ---------- |
| 603                 | 80         |
| Britannia & Brigand | 31         |
| Blenheim            | 43         |
| Blenheim Speedster  | 3          |